# 2-cm-KwK 30
Die 2-cm-Kampfwagenkanone 30 (2-cm-KwK 30) war ein automatisches deutsches Geschütz, das vor dem Zweiten Weltkrieg für den Einsatz in gepanzerten Fahrzeugen und Kampfpanzern entwickelt worden war. Es diente als Hauptbewaffnung im leichten Panzerkampfwagen II und in einigen Panzerspähwagen. Die Wehrmacht sammelte im Spanischen Bürgerkrieg erstmals Einsatzerfahrungen mit dieser Waffe.

## Geschichte
Der Artikel 168 des Friedensvertrags von Versailles erlegte dem Deutschen Reich starke Beschränkungen bei der Produktion von Kriegswaffen und Munition auf. Beginnend in der Nachkriegszeit gab es lange Diskussionen über die Ausrüstung der Waffengattungen. Bezüglich der Bekämpfung von Tanks (Panzern) war Ende der 1920er- bzw. Anfang der 1930er-Jahre noch immer die Auffassung gegeben, dass alle Kaliber zwischen 2 und 4,7 cm geeignet wären.
Schon während der Entwicklung des späteren Panzer I war im Juni 1931 ein Tankjäger (Panzerjäger) mit einer automatischen 2-cm-Kanone auf dem Fahrgestell des Krupp-Kleintraktors, wie das Fahrzeug seinerzeit hieß, angedacht. Auch für die schon seit 1927 in Entwicklung befindlichen Panzerwagen für die Aufklärungstruppe waren wohl schon die automatischen 2-cm-Geschütze vorgesehen.
Deutscherseits hatte man sich schließlich für die Panzerabwehr auf das Kaliber 3,7 cm festgelegt, während in Frankreich erst 2,5- und später 4,7-cm-Geschütze Verwendung fanden. Großbritannien hatte sich auf das Kaliber 4 cm (2pdr) für Panzerabwehr und für Kampfwagengeschütze entschieden.
Die 2-cm-KwK 30 entsprach also nicht dem, was ursprünglich für die künftige Panzertruppe geplant war. Doch sollte der Erfolg der Waffe in diesem Kaliber zu einer langen Einsatzzeit der KwK 30 und ihres Nachfolgers, der KwK 38, führen.
Der erste Fahrzeugtyp, welcher bei der Wehrmacht mit dem Geschütz ausgerüstet wurde, waren die 6-Rad-Panzerspähwagen Sd.Kfz. 231 / 232. Dann folgten die Panzerkampfwagen II, noch als La.S. 100 in Entwicklung, der Panzerspähwagen Sd.Kfz. 222 und der 8-Rad-Panzerspähwagen Sd.Kfz. 231 / 232.
Die Panzerspähwagen waren mit der automatischen 2-cm-KwK 30 im Verhältnis zu anderen Spähwagen der gleichen Jahre stark bewaffnet. Die Wirkung als Bewaffnung des Panzerkampfwagens II war am Anfang des Krieges für einen leichten Panzer gerade ausreichend. Doch die hohe Feuerfolge aus den 10-Schuss-Magazinen wirkte auf viele Gegner schockierend und in manchen Fällen war die psychologische Wirkung auf die Besatzung von Panzern und gepanzerten Fahrzeuge stärker als der physische Schaden der Geschosse an den Fahrzeugen. Dies brachte den Mannschaften gelegentlich den Kampferfolg, obwohl die Waffe nicht in der Lage war, die Panzerung der gegnerischen Fahrzeuge zu durchschlagen.
Die 2-cm-KwK 30 wurde, wo vorhanden, während des gesamten Krieges verwendet, auch wenn die Produktion zu Gunsten der 2-cm-KwK 38 beendet wurde.

## Entwicklung
Zur Entwicklungsgeschichte der 2-cm-KwK 30 gibt es anscheinend keine eindeutigen Quellen, jedoch finden sich in unterschiedlichen Büchern unterschiedliche Angaben über die Herkunft.
Überdies gab es offenkundig eine Diskussion über das Kaliber 2 cm als „überschwere automatische Universalwaffe“ zur Panzerbekämpfung, für Infanteriekampf und als Flugabwehrwaffe der Infanterie.
Hersteller der 2-cm-Flak 30 und 2-cm-KwK 30 war letztlich Rheinmetall.
Bereits seit 1928 lief bei Rheinmetall die Entwicklung eines eigenen 2-cm-Maschinengewehrs. Indem Rheinmetall die Aktienmehrheit des schweizerischen Herstellers Waffenfabrik Solothurn AG erwarb und die Produktion dorthin verlagerte, konnte die Neubewaffnung der Reichswehr, die schon wenig später zur Wehrmacht werden sollte, vorbereitet werden. Grundsätzlich basierten die Waffen, die bei Solothurn/Rheinmetall entwickelt wurden, konzeptionell auf der 2-cm-Kanone Ehrhardt des Ersten Weltkrieges.
Etwas unklar erscheint in verschiedenen Quellen der Zusammenhang verschiedener Solothurn-Modelle mit später im Deutschen Reich eingeführten 2-cm-Waffen.
- Solothurn ST-5     wird weiterentwickelt zu          2-cm-Flak 30[7]      wird weiterentwickelt zu             2-cm-KwK 30[4]
- weiterentwickelt zu           2-cm-Flak 38                          weiterentwickelt zu             2-cm-KwK 38
- Solothurn ST-52   wird weiterentwickelt zu          2-cm-MG C/30 (Kriegsmarine)
- Solothurn ST-28   wird weiterentwickelt zu          2-cm-MG C/30 L (Flugzeugwaffe / auch in Sockellafette eingesetzt)

Während der Entwicklungsphase des Panzerkampfwagens II wird im Januar 1934 in einem Dokument das 2-cm-Maschinengewehr C/30 als künftige Bewaffnung des La.S.100 (Panzer II) erwähnt. Im Laufe des gleichen Jahres wird die 2-cm-Flak 30 eingeführt und dann wohl auch die KwK 30 verfügbar. Da 1933 mit der Produktion der ersten 6-Rad-Spähwagen Sd.Kfz. 231 und Sd.Kfz. 232 (Fu) begonnen wurde, dürfte die 2-cm-KwK 30 ab etwa 1934 für die Wehrmacht verfügbar gewesen sein. Da für das 2-cm-MG C/30 bereits eine erste Dienstvorschrift aus dem Jahr 1932 existiert, wurde im Januar 1934 vermutlich auf die modernste aktuell verfügbare 2-cm-Waffe abgestellt, die 2-cm-Flak 30 und wohl auch die 2-cm-KwK 30 wurden dann im Sommer 34 eingeführt.
Der größte optische Unterscheidungspunkt der nahezu mit der 2-cm-Flak 30 identischen Waffe war die Kaliberlänge von nur L/55 gegenüber der Flak mit einer Kaliberlänge von L/65. Als Kampfwagenkanone hatte die 2-cm-KwK 30 andere Anforderungen zu erfüllen und das um 20 cm längere Rohr der Flak hätte zu weit über die Fahrzeugwanne hinausgeragt.
Das Gewicht der Waffe wird mit 64 kg angegeben und für die Zielerfassung wurden die Turmzielfernrohre 4,4/36 und 4,4/38 (2,5 x 25) verwendet.

## Einsatz
Die mit der 2-cm-KwK 30 ausgestatteten Panzerkampfwagen II kamen erstmals im Rahmen der Legion Condor in Spanien zum Einsatz.
Mit dem Beginn des Zweiten Weltkrieges standen die Fahrzeuge mit dieser Bewaffnung an allen Kriegsschauplätzen der Wehrmacht im Kampf.

## Weiterentwicklung 2-cm-KwK 38
Einige Aspekte der 2-cm-KwK 30, wie die für eine automatische Flak geringe Feuergeschwindigkeit und einige technische Kinderkrankheiten der Waffe, führten zu einem neuerlichen Wettbewerb zwischen Rheinmetall und der Firma Mauser, um eine verbesserte Version. Anfänglich hatte Rheinmetall keine Kapazitäten für die Weiterentwicklung, doch als Mauser eine verbesserte Version der 2-cm-Flak 30 als Flak 35 anbot, ging man schnell wieder an die Zeichentische und präsentierte kurz darauf das 2-cm-MG 35. Diese Waffe basierte auf einer abgeänderten Flugzeugkanone, konnte im Vergleich nicht überzeugen, so dass der Entwurf der 2-cm-Flak 38 von Mauser stammt.
Die 2-cm-Kampfwagenkanone 38 (2-cm-KwK 38) wurde gleichzeitig mit der 2-cm-Flak 38 eingeführt und ersetzte teils die bisherige Bewaffnung der Fahrzeuge und wurde bei allen neu produzierten Fahrzeugen mit dieser Hauptbewaffnung verbaut.

## Munitionsarten
Für die 2-cm-KwK-30 diente die Granatkartusche 20 × 138 mm B als Basisversion, die im Wesentlichen mit den folgenden Typen von Panzergranaten (PzGr) zum Einsatz gebracht wurde.
Verwendete Abkürzungen
- Br.: Brand
- L/Spur: Leuchtspur
- PzGr.: Panzergranate
- SprGr.: Sprenggranate
- m.: mit
- Üb.: Übung
- vk.: verkürzt (Leuchtspur mit verkürzter Entfernung)
- W.: Warme Übertragung (Leuchtspur bewirkt Detonation des Projektils nach einer bestimmten Zeit.)
- Zerl.: Zerlegung (Projektil mit Selbstzerlegung)

| Bezeichnung                 | Typ                                                                                    | Beschreibung                                                                    | Masse (g) | V0 (m/s) |
| --------------------------- | -------------------------------------------------------------------------------------- | ------------------------------------------------------------------------------- | --------- | -------- |
| SprGr.Patr.L/Spur           | 2 cm-Splitter-/Sprenggranatpatrone mit Leuchtspurpatrone und Aufschlag-Leuchtdetonator | Einführung seit dem 7. Dezember 1937                                            | 115       | 888      |
| SprGr.Patr.Br.              | 2 cm-Sprenggranatpatrone mit Brandsatz                                                 | Sprengsatz zündet mit weißem Phosphor                                           | 100       | 1050     |
| Br.SprGr.Patr. vk L/Spur W. | 2 cm-Brand-/Sprenggranatpatrone mit verkürzter Leuchtspur, warme Übertragung           | Sprengsatz zündet mit weißem Phosphor, Selbstzerlegung nach 5,5 s (etwa 2000 m) | 132       | 995      |
| Br.SprGr.Patr.L/Spur        | 2 cm-Brand-/Sprenggranatpatrone Leuchtspur                                             | Sprengsatz zündet mit weißem Phosphor (Masse mit Leuchtspur = g)                | 100       | 1050     |
| SprGr. 39                   | 2 cm-Sprenggranate 39                                                                  | Projektil mit Splitter-Sprengsatz                                               | 132       | 995      |
| PzGr. L/Spur                | 2 cm-Panzergranate, panzerbrechend mit Leuchtspurpatrone und Aufschlag-Leuchtdetonator | Einführung seit dem 7. Dezember 1937                                            | 148       | 780      |
| PzGr. L/Spur m. Zerl.       | 2 cm-Panzergranate, panzerbrechend mit Leuchtspur und Selbstzerleger                   | Einführung seit dem 7. Dezember 1937, Selbstzerlegung nach 2 s (etwa 1000 m)    | 146       | 830      |
| PzGr. 39                    | 2 cm-Panzergranate 39, panzerbrechend                                                  | Modifikation der panzerbrechenden Ladung im Jahr 1939                           | 148       | 780      |
| PzGr. 40                    | 2 cm-Panzergranate 40, panzerbrechend, Unterkaliber                                    | panzerbrechende Ladung mit Wolframkern                                          | 100       | 1050     |
| SprGr.Patr.L/Spur Üb.       | Übungsmunition/Übungsgranate                                                           | Simulierte Wirkung: Sprenggranatpatrone mit Leuchtspurpatrone                   | 148       | 995      |
| SprGr.Patr.Üb.              | Übungsmunition/Übungsgranate                                                           | Simulierte Wirkung: Sprenggranatpatrone                                         | 148       | 995      |

## Verwendet in
- Panzerkampfwagen II
- Leichter Panzerspähwagen (Sd.Kfz. 222)
- Schwerer Panzerspähwagen 6-Rad, 8-Rad (Sd.Kfz. 231)
- Schwerer Panzerspähwagen 8-Rad (Sd.Kfz. 234/1)
- Bergepanther (Sd.Kfz. 179)

Kampfwagen mit 2-cm-KwK-30

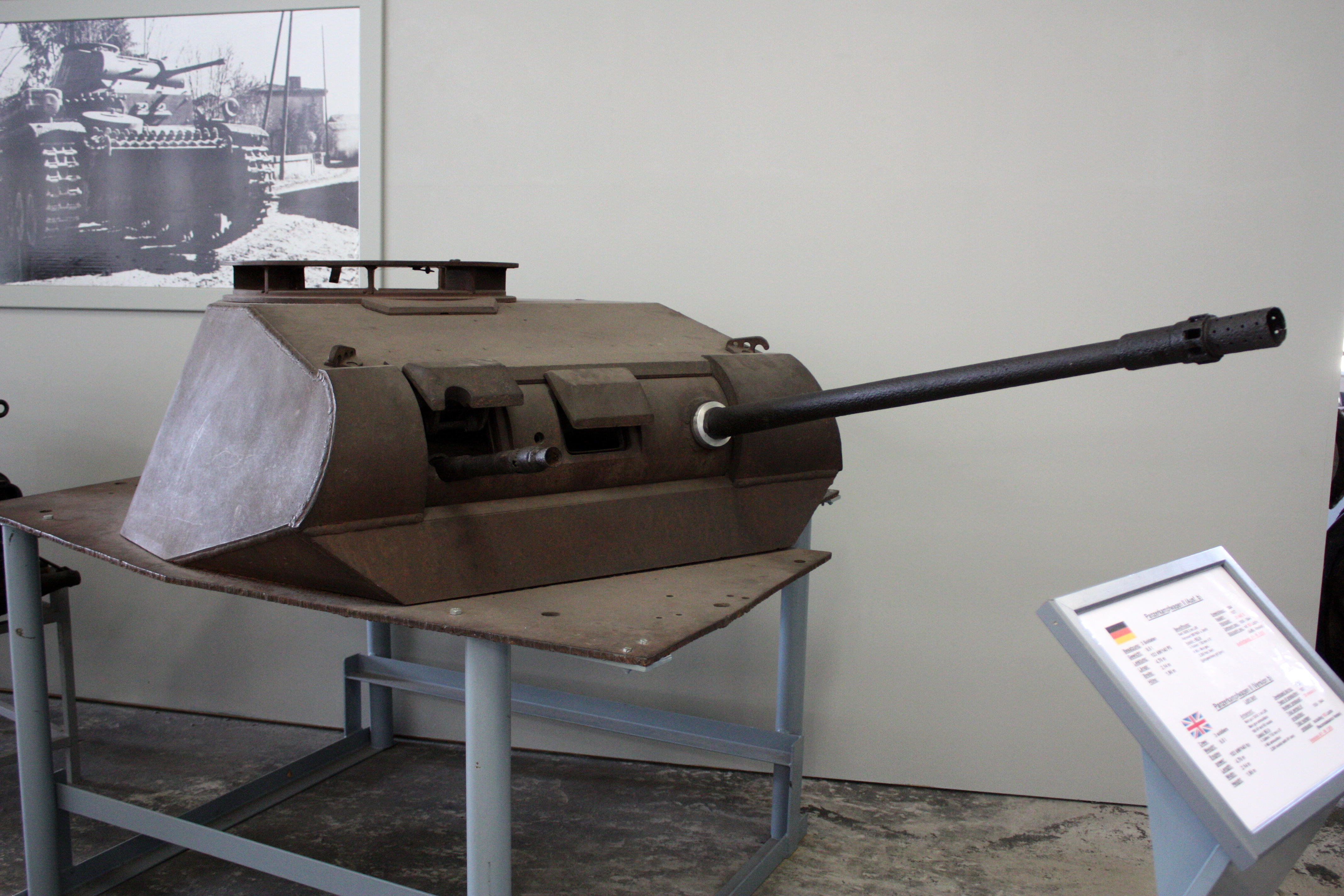
2-cm-Kw. K. 30 im Turm eines Panzer II
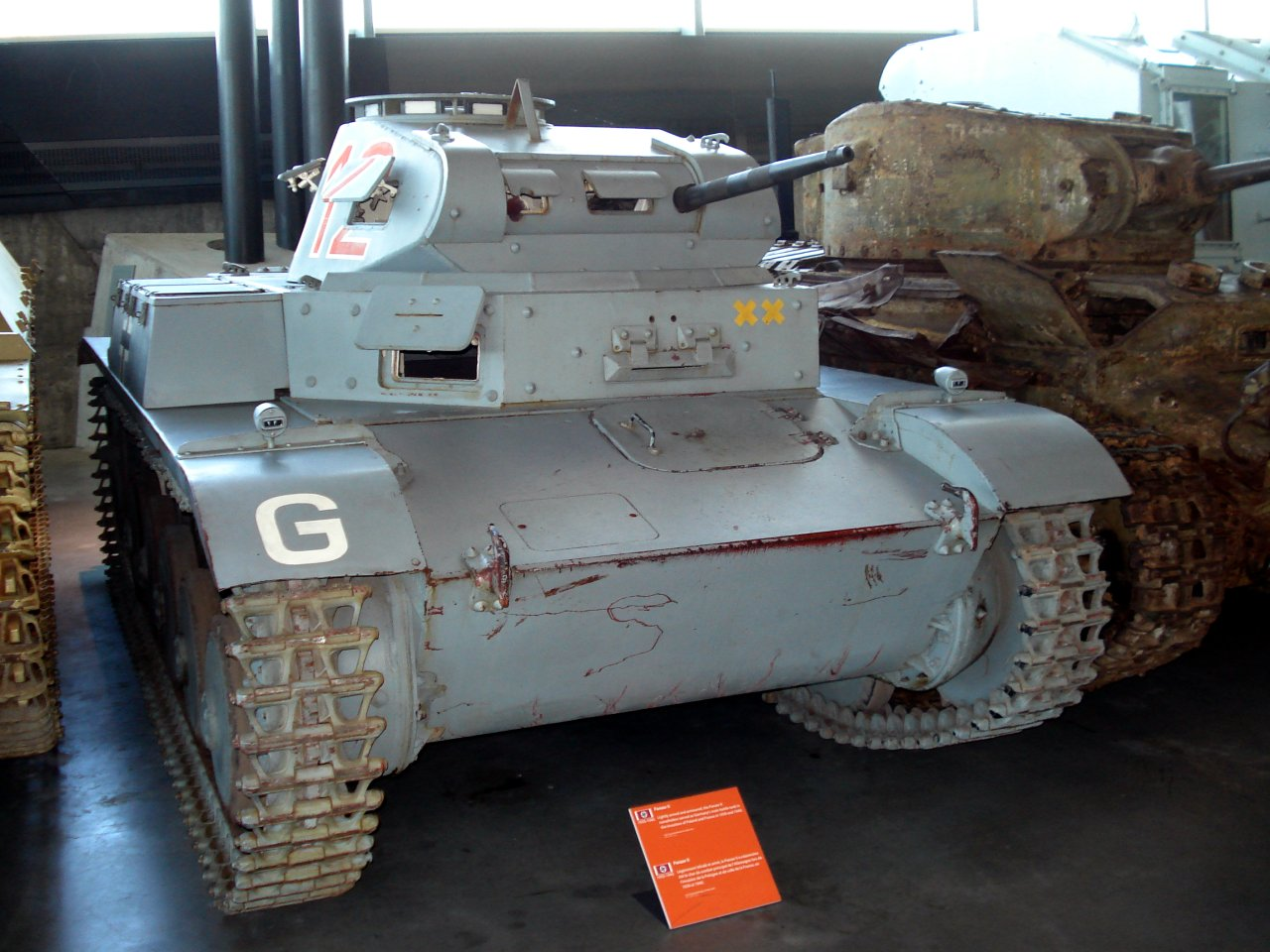
Panzer II Ausf. C
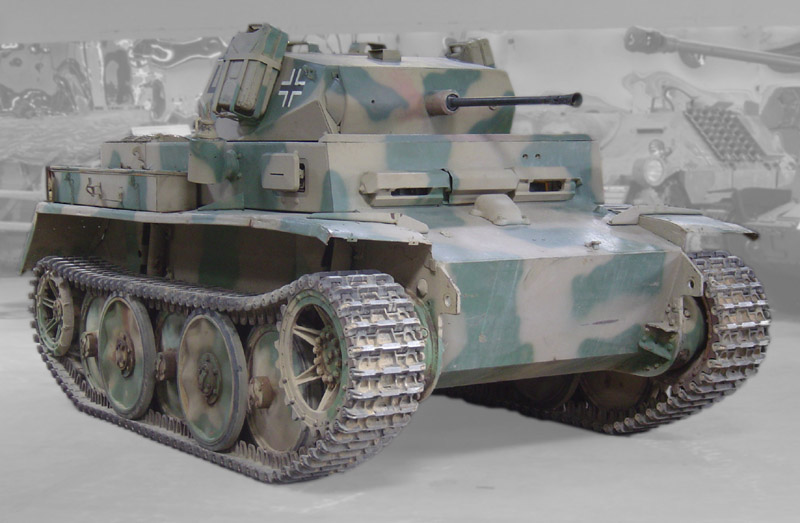
Panzer II Ausf. L („Luchs“)
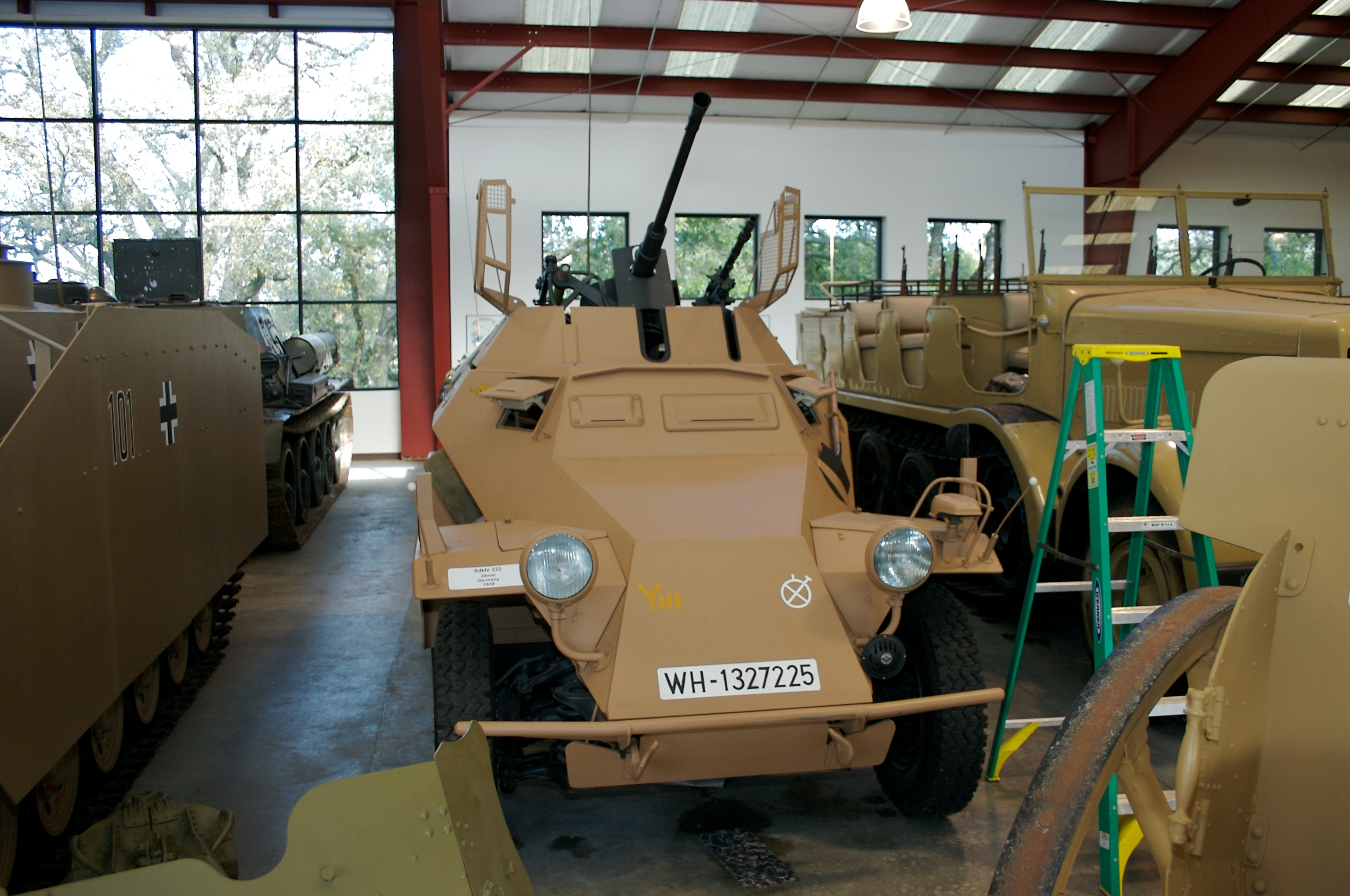
Sd.Kfz. 222
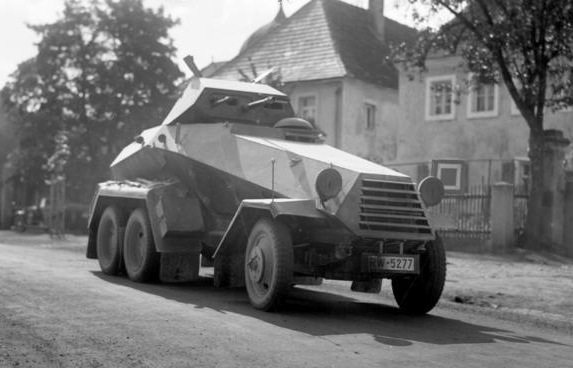
Sd.Kfz. 231 (6-rad)
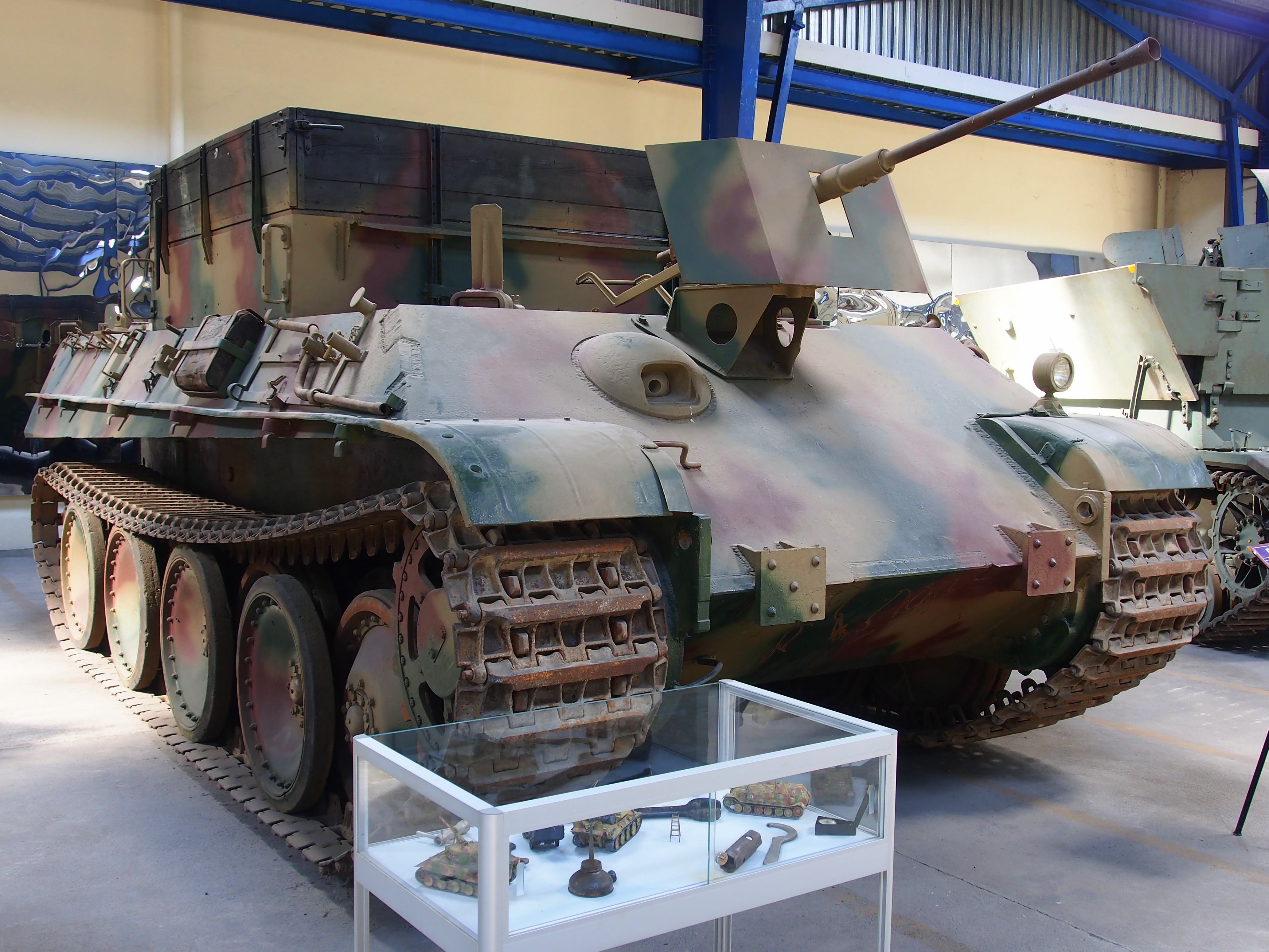
Bergepanther